# Mariusz Walczak (biegacz)
Mariusz Walczak (ur. 30 maja 1975) – polski lekkoatleta, specjalizujący się w biegach średniodystansowych.

## Osiągnięcia
- Mistrzostwa Polski seniorów w lekkoatletyce
  - Kraków 1999 – brązowy medal w biegu na 800 m

- Halowe mistrzostwa Polski seniorów w lekkoatletyce
  - Spała 1998 – brązowy medal w biegu na 800 m
  - Spała 1999 – brązowy medal w biegu na 800 m
  - Spała 2000 – srebrny medal w biegu na 800 m
  - Spała 2003 – brązowy medal w biegu na 800 m
  - Spała 2004 – srebrny medal w biegu na 800 m

## Rekordy życiowe
- bieg na 400 metrów
  - stadion – 47,55 (Sopot 1999)
- bieg na 800 metrów
  - stadion – 1:46,77 (Zielona Góra 1999)
  - hala – 1:48.96 (Spała 2004)
- bieg na 1500 metrów
  - stadion – 3:51,16 (Bydgoszcz 1999)